# Princeville (Severní Karolína)
Princenville je nejstarší městečko v USA, založené bývalými černými otroky osvobozenými v Americké občanské válce. Ti založili osídlení v roce 1865, v roce 1885 se stalo městem a získalo své dnešní jméno. Leží v Edgecombe County na řece Tar. Má něco málo přes 2000 obyvatel. Census z roku 2000 sice udává necelých 1000, tento rozdíl však je způsoben, že většina města byla v důsledku předchozí povodně v době sčítání neobyvatelná a lidé bydleli mimo ně.

## Povodně
Město dlouhodobě trpělo povodněmi, proto zde byla v polovině 20. století vybudována speciální protipovodňová hráz, která měla být schopna zadržet více než pětisetletou vodu. To hrozbu povodní ukončilo až do roku 1999, kdy město se zničující silou zasáhly záplavy způsobené hurikánem Floyd. Během nich se řeka Tar přelila přes hráz (přestože ta byla pytli s pískem navýšena ještě o jeden metr) a zalila město do výše 6 metrů na celých šest dní. Prakticky celé město bylo zničeno a muselo být vybudováno v podstatě celé znovu.